# تفجير مدرسة ماريوبول للفنون
في 20 مارس 2022، قصفت القوات المسلحة الروسية مدرسة الفنون رقم 12 في ماريوبول، حيث كان مئات الأشخاص يحتمون بها أثناء الغزو الروسي لأوكرانيا.

## خلفية
في 24 فبراير، حاصرت القوات المسلحة الروسية، بالتعاون مع المتمردين الموالين لروسيا، مدينة ماريوبول الساحلية، مما أدى إلى خسائر فادحة في الأرواح بسبب انقطاع الإمدادات مثل الغذاء والغاز والكهرباء عن السكان المحليين. وقدر نائب عمدة ماريوبول، سيرجي أورلوف، أن 80 إلى 90٪ من المدينة قد دمرت بسبب القصف. اعتبارًا من 20 مارس 2022، قدرت السلطات المحلية أن ما لا يقل عن 2300 شخص قتلوا أثناء الحصار وحتى القصف.

## قصف
في 20 مارس 2022، أعلنت السلطات الأوكرانية أن القوات الروسية قصفت مدرسة للفنون كان يحتمي بها حوالي 400 شخص. أصدر مجلس مدينة ماريوبول هذا الإعلان عبر خدمة الرسائل الفورية تيليجرام، مسلطًا الضوء على أن العديد من الذين لجأوا إلى المدرسة هم من النساء والأطفال وكبار السن. ومع ذلك، أثار بيترو أندريوشينكو، مستشار عمدة ماريوبول، مخاوف من عدم وجود رقم محدد لعدد الأشخاص الذين يستخدمون المدرسة كملجأ.